# قصر شتيرنبرغ

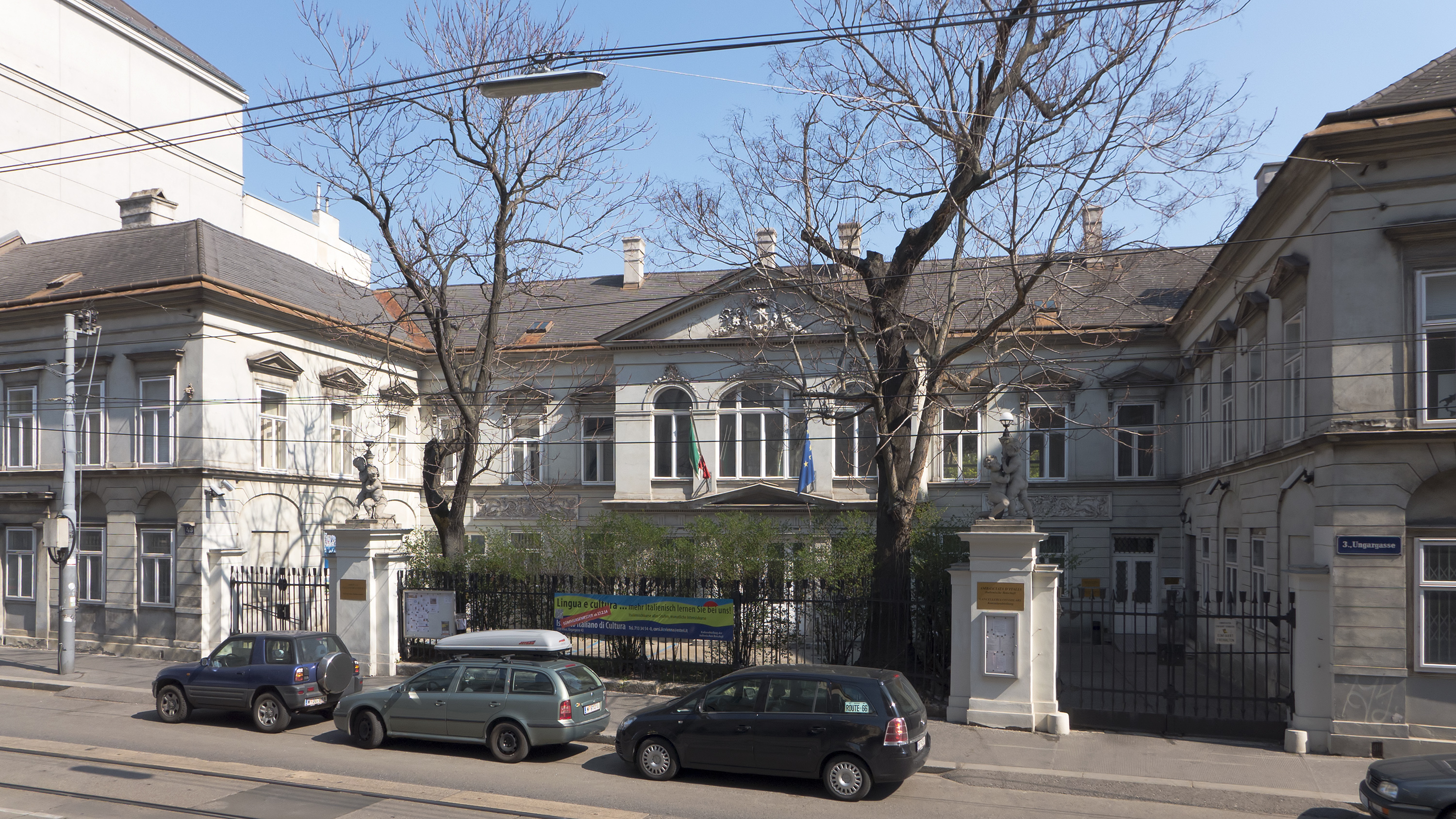
قصر ستيرنبرغ

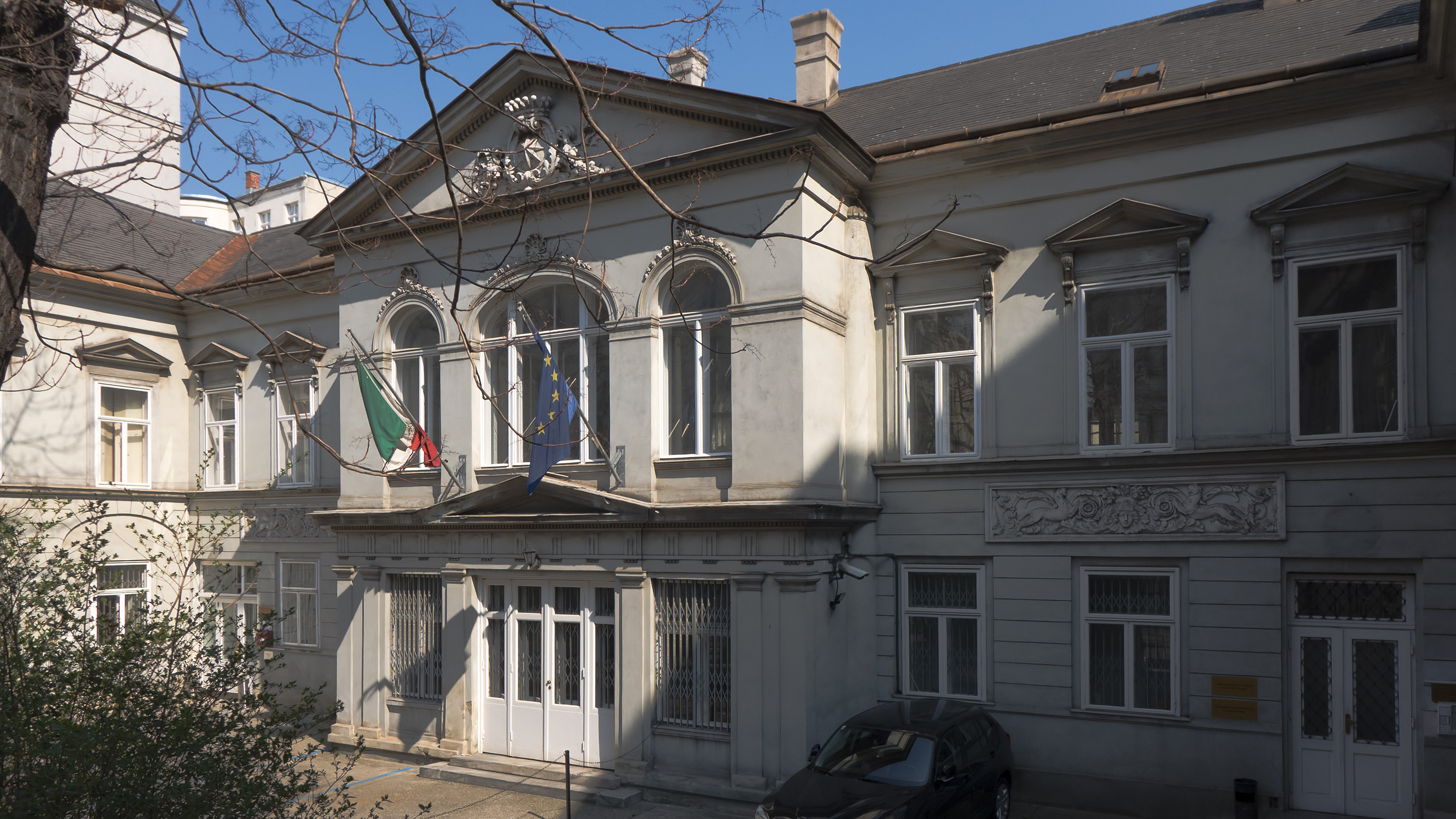
المعهد الثقافي الإيطالي

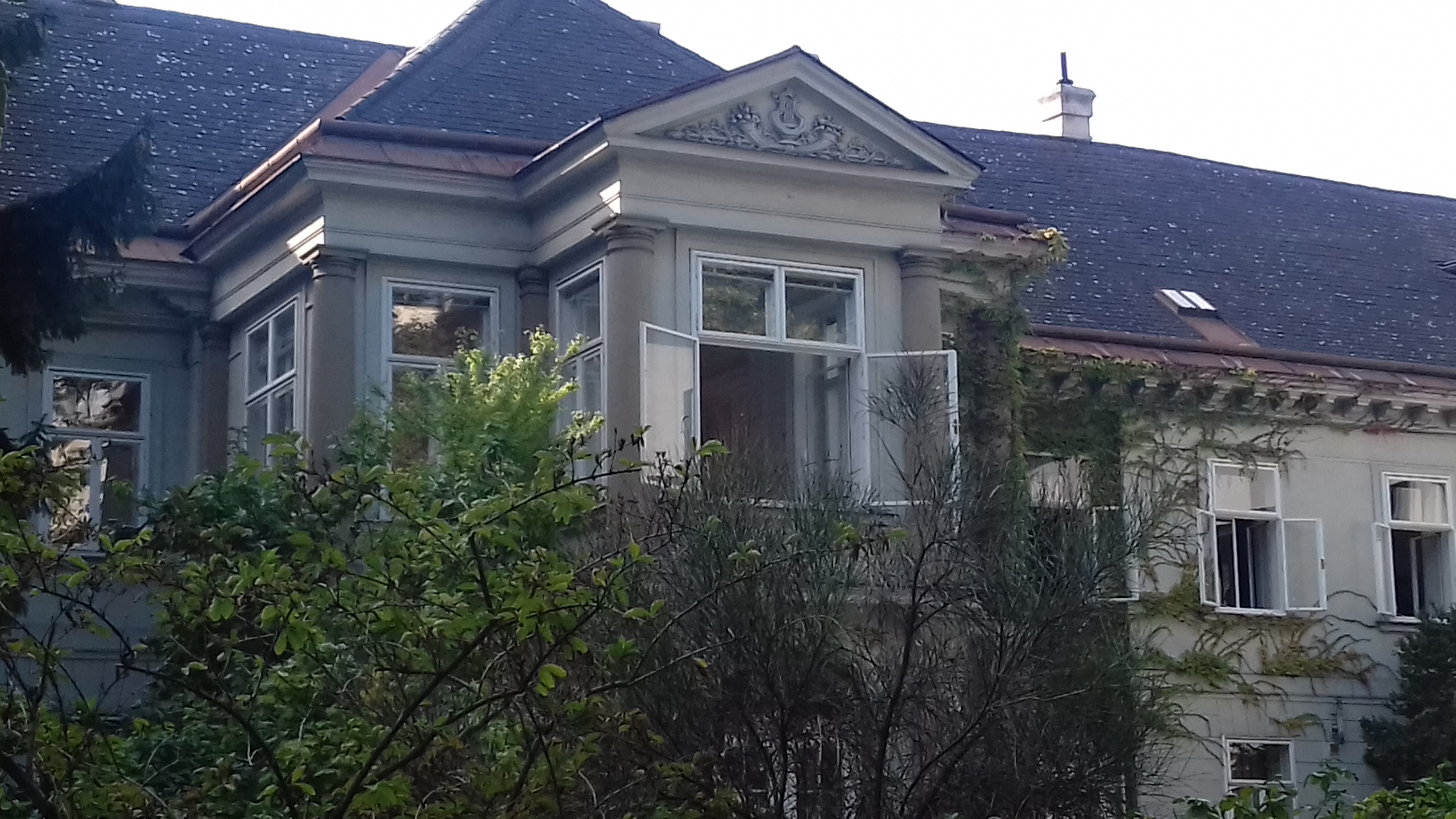
واجهة الحديقة

قصر ستيرنبرغ هو قصر في الحي الثالث في فيينا لاندشتراسيه في Ungargasse 43.قصر ستيرنبرغ هو القصر الوحيد الذي مازال باقيا إلى الان في شارع اونغارغاسيه.

## التاريخ
تم بناء قصر ستيرنبرغ كقصر ضواحي كلاسيكي من عام 1820 إلى عام 1821 صمم القصر المهندس المعماري الباريسي تشارلز دي مورو . كان الباني التنفيذي هو كارل إيمان . أصبح القصر في عام 1870 ، ملكاً لعائلة ستيرنبرغ البوهيمية النبيلة وأعطت القصر اسمه الحالي ، ووضعت النجمة في شعار النبالة على الواجهة الرئيسية.
في ثلاثينيات القرن الماضي انتقلت ملكية قصر ستيرنبرغ للدولة الإيطالية . يضم القصر اليوم القنصلية الإيطالية والمعهد الثقافي الإيطالي .